# Xooy
Le Xooy, parfois écrit Xoy, est une cérémonie divinatoire organisée sur la place du village, à l’approche de la saison des pluies, par les Sérères du centre-ouest du Sénégal.
Depuis 2013, la cérémonie est inscrite sur la liste représentative du patrimoine culturel immatériel de l'humanité.

## Présentation
D'après le descriptif officiel de l'UNESCO, la cérémonie du Xooy se déroule lors d'une longue veillée nocturne, les saltigués, maîtres voyants, se placent au centre du cercle de l'assistance, avant de donner leurs prédictions de l'avenir, très attendues. Les prédictions portent entre autres sur les phénomènes naturels, tels que la pluie ou les fléaux, ainsi que sur la santé, comme la maladie ou les remèdes. Des vêtements aux couleurs vives, de la danse, de la musique (chants et tambours), des éléments de littérature orale (proverbes et devinettes) contribuent à créer une atmosphère spécifique, où les membres de la communauté sont tenus en haleine. Le xooy prend fin à l'aube. 
Le caractère spectaculaire du Xoy est relevé par un journal sénégalais, ainsi que son caractère attendu. Dans une cour aménagée pour l'occasion, cinq cents saltigués environ se réunissent et restituent leurs prédictions. Ils portent des costumes et sont dotés de miroirs et de gri-gri. Après les révélations, ils vendent leurs produits de guérison, ce qui en fait un marché. 

### Rôle politique
En prédisant l'avenir du pays, le Xooy (dont le nom signifie "appel" en langue sereer-sin) prend aussi une valeur susceptible de mêler religieux et politique. Traditionnellement, les questions soulevées concernent plutôt l'environnement et les saisons : maladies, invasions de criquets, précipitations... Mais une cérémonie qui s'est déroulée dans un centre, nommé le Malango, a porté sur des questions de successions à la tête de l'Etat sénégalais. 
C'est à ce centre que, par exemple, a été prédit en 2018 un second mandat pour Macky Sall, dirigeant du Sénégal. D'autres exemples de prédictions, "macabres" d'après un article, sont données dans un quotidien sénégalais : des accidents de la route et des troubles politiques. Il est indiqué que "la politique s'est invitée à cette cérémonie", et ce, "comme toujours"
. 

## Reconnaissance
L'UNESCO inscrit cette pratique sur sa liste représentative du patrimoine culturel immatériel de l'humanité en 2013 : elle est qualifiée d'"évènement majeur de l'agenda culturel national" et est bénéfique pour le patrimoine sérère. Le rôle des saltigués est reconnu notamment comme celui de médium, qui connaissent l'Etre suprême, la nature et les génies, et garantissent l'harmonie entre les membres de la communauté et leur environnement. Ils connaissent également les plantes aux vertus médicinales. 